# Ekaterina Serebrianskaya
Ekaterina Olegovna Serebrianskaya (en russe : Екатерина Олеговна Серебрянская; en ukrainien : Катерина Олегівна Серебрянська, Kateryna Olehivna Serebrianska), née le 25 octobre 1977 à Simferopol, est une gymnaste ukrainienne, championne de gymnastique rythmique, honorée Maître des Sports d'Ukraine en 1996.

## Biographie
Ekaterina Serebrianskaya nait le 25 octobre 1977 à Simferopol en Crimée. Elle est la fille du footballeur Oleg Serebryanskaya et de l'entraîneur de gymnastique rythmique Lyubov Serebryanskaya. Dès l'âge de 4 ans, sa mère l'entraîne au club Gracia de Simferopol. A ses 8 ans, Ekaterina Serebrianskaya commence à pratiquer la gymnastique artistique en compétition. Dès l'âge de 11 ans, son rêve est de remporter des médailles. Elle est lauréate du championnat d'Europe de gymnastique rythmique chez les juniors en 1991. Après sa victoire, elle déménage à Kiev et poursuit l'entraînement avec sa mère. 
Ekaterina Serebrianskaya est multiple vainqueur des Championnats du monde et d'Europe de gymnastique rythmique, vainqueur de la Coupe d'Europe et triple vainqueur de la Coupe Grand Prix, championne absolue du monde et d'Europe, championne olympique absolue de gymnastique rythmique et honorée Maître des Sports de l'Ukraine.
En 1996, elle devient en effet championne olympique du concours multiple individuel femmes aux Jeux olympiques d'été organisés à Atlanta, devant la russe Yana Batyrshina et sa compatriote, l'ukrainienne Elena Vitrychenko,. Grâce à son classement, elle gagne un appartement, une voiture et 50 000 dollars qu'elle partage avec sa coach (sa mère) et qu'elle utilisera pour faire sortir son petit ami de prison.
Elle prend sa retraite en 1998.
En 1999, elle crée avec sa mère, Lyubov Serebryanskaya, un réseau d'écoles de gymnastique sportive pour enfants appelé Studio Serebryansky.
En 2000, Ekaterina Serebrianskaya donne naissance à son premier fils, Yevgeny.
En 2002, elle crée un fonds caritatif pour aider les athlètes ukrainiens et mène de nombreuses actions caritatives dans le cadre du programme social Je choisis le sport.
En 2003, sa mère décède d'un cancer du sein,.
Ekaterina Serebrianskaya trouve un nouveau sens à sa vie en adoptant un mode de vie sain. Elle est notamment confrontée à un problème inattendu de surpoids avec la fin de sa carrière. Les moyens de gérer les kilos superflus, utiles pendant la période d’entraînement intense, n’agissent plus. Le problème est amplifié par les 23 kilos qu'elle a pris durant sa grossesse.
L'objectif principal de sa nouvelle carrière est de promouvoir un mode de vie sain. Ekaterina Serebryanskaya est invitée lors de plusieurs projets télévisés sur la nutrition équilibrée, dont l'un tourné en 2008 et un autre en 2010,. Elle réalise sept DVD de fitness appelés La gymnastique matinale avec Ekaterina Serebryanskaya. Elle écrit également un livre intitulé Les secrets des femmes ou soyez en forme ! publié en 2008. Elle est enfin la fondatrice et l'inspiratrice idéologique du portail Ekaterina.ua, qui révèle des méthodes pour atteindre l'équilibre et la santé dans les conditions de la vie moderne et active.
Entre 2005 et 2009, elle est en couple avec le soliste du groupe Dance on Maidan Congo, Oleg Mykhailiuta (alias Fagot) qu'elle quitte pour un homme rencontré à l'aéroport appelé Vyacheslav.
A 42 ans, le 7 juillet 2020, elle donne naissance à son second fils, Kostia,,. Elle a également une fille plus âgée, prénommée Masha.
Au début des années 2020, elle travaille principalement à distance, mais elle visite souvent les succursales de Studio Serebryanskyi à Kiev. Elle séjourne régulièrement dans la ville de chalets du club Riviera Village située près de Kiev, dans laquelle elle est arrivée pour la première fois au début des années 2010. Elle s'y rend notamment lorsque la saison débute aux studios Serebryanskyi ou lorsque ses projets télévisés commencent.
En 2021, elle se rend à Moscou pour organiser le tournoi international Heavenly Grace, à la demande de l'ancienne championne russe de gymnastique rythmique et ancienne députée de la Douma, Alina Kabaeva, considérée depuis de nombreuses années comme « l'épouse secrète » de Vladimir Poutine et la mère de trois de ses enfants, ainsi que pour participer avec elle à une émission de télévision, Evening Urgant, dont l'enregistrement est diffusé sur la première chaîne russe le soir du 14 décembre,,. La journaliste Maria Ponomarenko écrit sur le site d'informations TSN, « Serebryanska était à l'épicentre du scandale ».

## Prix
- Insigne honoraire du président de l'Ukraine (12.21.1995)[3]
- Croix « Pour Courage » (1996)[3]
- Ordre « Pour du Mérite » II Art. (1999)[3]
- Ordre de la princesse Olga III Art. (2009)[7]

## Palmarès
- Championnat d'Europe junior 1991 - 2e place - cerceau ; 1re place - ballon ; 4ème place - ruban .
- Championnat du monde 1992 - 5ème place du concours multiple individuel femmes (6ème à la corde ; 5ème au cerceau ; 6ème aux massues ; 7ème au ballon)[21].
- 1993 Jeux de gymnastique - 2e place - cerceau, ballon, massues, ruban, épreuve combinée.
- Championnats du monde 1993 - 2ème place du concours multiple individuel femmes (1ère à la corde ; 2ème au cerceau ; 2ème au ruban ; 4ème au ballon) et 2ème place par équipe[22].
- 1994 Jeux de gymnastique - 1re place - ruban ; 2e place - cerceau ; 5e place balle; 3e place - massues, épreuve combinée.
- Championnats du monde 1994 - 4ème place du concours multiple individuel femmes (1ère au cerceau ; 1ère aux massues ; 1ère au ruban ; 1ère au ballon)[23].
- Championnat d'Europe 1994 - 4ème place du concours multiple individuel femmes (6ème au cerceau ; 3ème aux massues ; 1ère au ruban ; 1ère au ballon) et 1ère place par équipe[24].
- Coupe d'Europe 1995 - 1re place - masse, ruban, épreuve combinée.
- Grand Prix 1995, Belgique - 1re place - épreuve combinée.
- 1995 Jeux de gymnastique - 1re place - saut à la corde, massues, ruban, événements complets ; 2e place - ballon.
- Finale de la Coupe d'Europe 1995 - 1re place - corde à sauter, massues, épreuve combinée ; 4e place - ballon, bande.
- Championnat du monde 1995 - 1ère place du concours multiple individuel femmes (2ème à la corde ; 3ème aux massues ; 2ème au ruban ; 1ère au ballon) et 3ème place par équipe[22].
- Championnat d'Europe 1996 - 1ère place du concours multiple individuel femmes (1ère à la corde ; 2ème aux massues ; 1ère au ruban ; 1ère au ballon) et 1ère place par équipe[25].
- Championnat du monde 1996 - 2ème place à la corde et 1ère place au ballon[26].
- Jeux olympiques de 1996 à Atlanta (États-Unis) - 1ère place du concours multiple individuel femmes[27].
- Championnat du monde des clubs 1996 - 4e place - équipe ; 1re place - épreuve combinée.
- Jeux Européens de Gymnastique 1997 - 3e place - équipe.
- Championnat d'Europe 1997 - 3ème place du concours multiple individuel femmes (1ère à la corde ; 4ème au cerceau ; 2ème aux massues ; 2ème au ballon)[28].
- Championnat d'Europe 1998 - 6ème place du concours multiple individuel femmes (2ème à la corde ; 1ère au cerceau ; 3ème au ruban) et 2ème par équipe[29].